# 李瑜 (正德進士)
李瑜（1484年—？），字良卿，號雲川，浙江處州府縉雲縣人，民籍，明朝政治人物。

## 生平
正德二年（1507年）丁卯科浙江鄉試第三名。正德十二年（1517年）會試第二百二十名，登進士第二甲第十名。兵部观政，授官工部主事，改刑部员外郎，累遷刑部郎中，升鳳陽府知府。

## 家族
曾祖父李樞；祖父李㶏；父親李中孚。母陶氏。具庆下。弟李珪、李珒、李琫。